# Halima Ilter

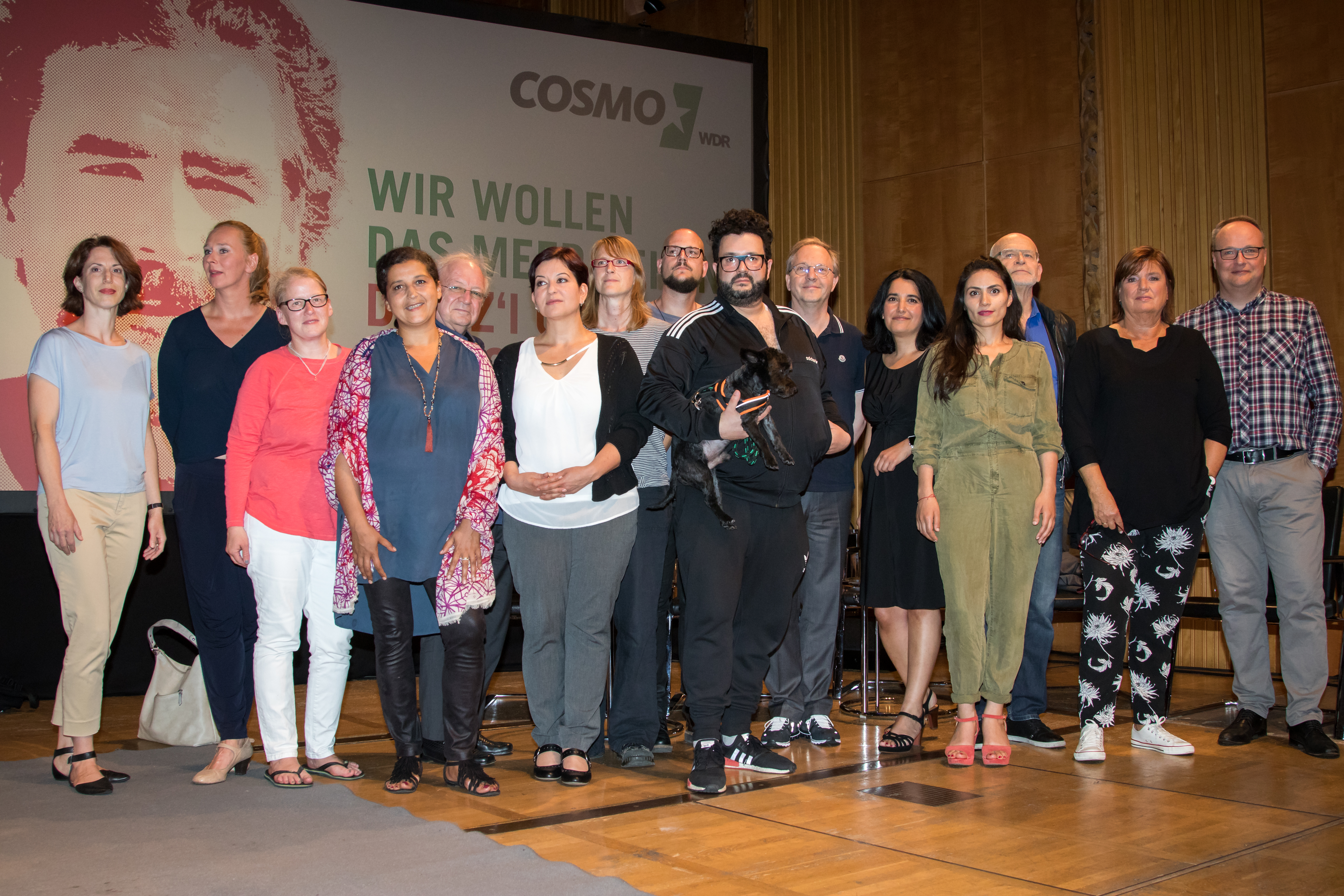
Halima Ilter (rechts, in Grün) bei der Veranstaltung „Wir wollen das Meer sehen“

Halima Ilter (* 1983 in Kızıltepe, Provinz Mardin) ist eine deutsche Schauspielerin.

## Leben
Halima Ilter wurde in Südostanatolien geboren und ist kurdischer Abstammung. Ihre Muttersprache ist Kurmandschi.
Sie absolvierte von 2006 bis 2010 ihre Schauspielausbildung am Schauspielstudio und Film Atelier Langhanke in Berlin. 2010 spielte sie Theater im Hebbel am Ufer 3. 2016 trat sie am Ballhaus Naunynstraße in dem Theaterstück Tennis in Nablus auf.
Seit ihrem Schauspielabschluss arbeitet Ilter hauptsächlich für den Film und das Fernsehen. Sie wirkte seit 2011 in mehreren Kurzfilmen, Hochschul- und Abschlussfilmen (HFF Potsdam-Babelsberg, Deutsche Film- und Fernsehakademie Berlin, Hamburg Media School) und Kinofilmen mit. 
Ihre erste größere TV-Rolle hatte sie in der im WDR Fernsehen ausgestrahlten Mockumentary-Serie Endlich Deutsch! (2014). In dem Filmdrama Kafkanistan (2015) spielte sie, an der Seite von Tamer Yiğit, die junge kurdische Frau Mina, die nach ihrer Flucht aus Syrien versucht, in Berlin in der Illegalität ein neues Leben aufzubauen.
In der ARD-Fernsehreihe Die Diplomatin mit Natalia Wörner in der Titelrolle spielte sie im ersten Film Das Botschaftsattentat (2016) eine junge Botschaftsmitarbeiterin, die die Seiten wechselt und sich einem Terrorkommando anschließt, das inhaftierte Angehörige einer islamistischen Terror-Gruppe freipressen möchte. In der 6. Staffel der ZDF-Serie Letzte Spur Berlin (2017) hatte sie eine dramatische Episodenhauptrolle an der Seite von Thure Riefenstein; sie spielte eine junge Frau, deren Schwester von einem „Todesraser“ getötet wurde. In dem Fernsehfilm Carneval – Der Clown bringt den Tod (2018) verkörperte sie die Polizeiermittlerin Tansu Bakrac. In der 18. Staffel der ZDF-Serie SOKO Köln (2022) übernahm Ilter eine Episodenhauptrolle als Ehefrau eines tatverdächtigen Nachbarn. Im 21. Film der TV-Reihe Der Usedom-Krimi, Geburt der Drachenfrau (2023), spielte sie als trauernde Mutter Nadia Bashmani eine der Hauptrollen.
Im Juli 2017 nahm sie gemeinsam mit anderen Künstlern, Journalisten und Prominenten im WDR-Funkhaus in Köln an einer Solidaritätsveranstaltung für den inhaftierten türkischen Journalisten Deniz Yücel teil, bei der sie Texte Yücels las.
Ilter ist Mutter von zwei Töchtern aus zwei Beziehungen. Sie lebt in Berlin.

## Filmografie
- 2013: Unter Feinden (Fernsehfilm)
- 2014: Endlich Deutsch! (Fernsehserie)
- 2015: Kafkanistan (Kinofilm)
- 2016: Die Diplomatin – Das Botschaftsattentat (Fernsehreihe)
- 2017: Straßenkaiser (Kinofilm)
- 2017: Letzte Spur Berlin: Ehrenamt (Fernsehserie, Episodenhauptrolle)
- 2017: In Ayahs Augen (Kurzfilm)
- 2017: Zagros (Kinofilm)
- 2018: Carneval – Der Clown bringt den Tod (Fernsehfilm)
- 2022: SOKO Köln: Bürgerkrieg in Büsdorf (Fernsehserie, Episodenhauptrolle)
- 2022: All You Need: Happy Birthday (Fernsehserie, Episodenrolle)
- 2022: Geheimkommando Familie
- 2023: SOKO Hamburg: Eine Schanze fürs Leben (Fernsehserie, eine Folge)
- 2023: Der Usedom-Krimi (Fernsehreihe)
  - 2023: Geburt der Drachenfrau
  - 2023: Schlepper
- 2024: Sieger sein
- 2024: In aller Freundschaft – Die jungen Ärzte: Tunnelblick (Fernsehserie, eine Folge)
- 2024: Neuer Wind im Alten Land: Beke wirbelt auf (Fernsehreihe)
- 2024: Neuer Wind im Alten Land: Gestrandet (Fernsehreihe)
- 2025: Neuer Wind im Alten Land: Erntezeit (Fernsehreihe)
- 2025: Neuer Wind im Alten Land: Stolz und Vorurteil (Fernsehreihe)